# Nadejda Tkachenko
Nadejda Vladimirovna Tkachenko, também Nadiya Volodymyrivna Tkachenko (ucraniano: Надія Володимирівна Ткаченко, russo: Надежда Владимировна Ткаченко; Kremenchuk, 19 de setembro de 1948) é uma ex-pentatleta e campeã olímpica soviética.
Campeã do pentatlo na Universíade de 1973, em Moscou, e no Campeonato Europeu de Atletismo de 1974 em Roma, participou dos Jogos de Munique 1972 e Montreal 1976 atingindo a final da prova mas sem conquistar medalhas. Em 1978, ela venceu a prova no Campeonato Europeu em Praga, mas foi desqualificada por testar positivo para esteróides anabolizantes, cumprindo suspensão de dois anos. Retornou às competições em Moscou 1980 e foi campeã olímpica com um total de 5.213 pontos, recorde mundial da prova e a primeira vez que uma mulher ultrapassou os 5.000 pontos no pentatlo.
Treinou por toda a carreira no VSS Avanhard no Oblast de Donetsk e depois de encerrá-la continuou a treinar atletas em Donetsk, sendo nomeada pelo conselho da cidade como Cidadã Honorária de Donetsk.